# Bảo đảm kỹ thuật quân sự Việt Nam
Bảo đảm kỹ thuật quân sự là tổng thể các hoạt động và biện pháp bảo đảm số lượng, chủng loại và đồng bộ vũ khí, trang bị kỹ thuật, đạn dược, vật tư kỹ thuật; nâng cao hiệu quả và độ tin cậy khai thác vũ khí, trang bị kỹ thuật; nhanh chóng phục hồi (sửa chữa) khi có hư hỏng, được tiến hành một cách có tổ chức và có hệ thống nhằm duy trì và phục hồi mức độ sẵn sàng chiến đấu và khả năng chiến đấu của đơn vị các cấp với hiệu suất cao nhất.

## Nội dung
- Bảo đảm trang bị (bảo đảm vũ khí, trang bị kỹ thuật, đạn dược).
- Bảo đảm kỹ thuật cho trang bị.
- Huấn luyện kỹ thuật.
- Hoạt động khoa học kỹ thuật quân sự.
- Công tác an toàn vệ sinh lao động.
- Động viên kỹ thuật.
- Quản lý kỹ thuật, đối ngoại kỹ thuật quân sự.

## Điều kiện
Để thực hiện một nhiệm vụ tác chiến hay bất kỳ một nhiệm vụ nào khác, phải có hàng loạt các hoạt động bảo đảm, trong đó có hoạt động bảo đảm kỹ thuật. Trong điều kiện vũ khí, trang bị kỹ thuật của các nước đều phát triển về chủng loại, số lượng, chất lượng và mức độ hiện đại, thì công tác bảo đảm kỹ thuật càng được coi trọng.
Để hoạt động bảo đảm kỹ thuật đạt hiệu quả, phải có một hệ thống tổ chức chuyên trách về mọi mặt, kể cả lý luận và tổ chức thực hiện các nội dung công tác. Hệ thống tổ chức này là các cơ quan quân sự chuyên trách từ Trung ương đến các đơn vị. Tùy theo tổ chức quân đội của từng nước, cơ quan quân sự chuyên trách có thể độc lập trực thuộc Bộ Quốc phòng hoặc nằm trong khối bảo đảm hậu cần của quân đội.
Cách tổ chức ngành kỹ thuật phụ thuộc vào nhiều yếu tố, đặc biệt là tiềm lực khoa học, công nghệ, khả năng nền công nghiệp cũng như hình thái kinh tế, xã hội của mỗi nước. Quy mô và trình độ tổ chức phụ thuộc vào cách tổ chức lực lượng vũ trang, tổ chức biên chế, số lượng, chủng loại và chất lượng vũ khí, trang bị kỹ thuật. Ngành kỹ thuật quân đội Việt Nam hoạt động theo cơ chế "Quản lý, chỉ huy theo cấp; quản lí, chỉ đạo, bảo đảm theo chuyên ngành".